# Metro van Boekarest

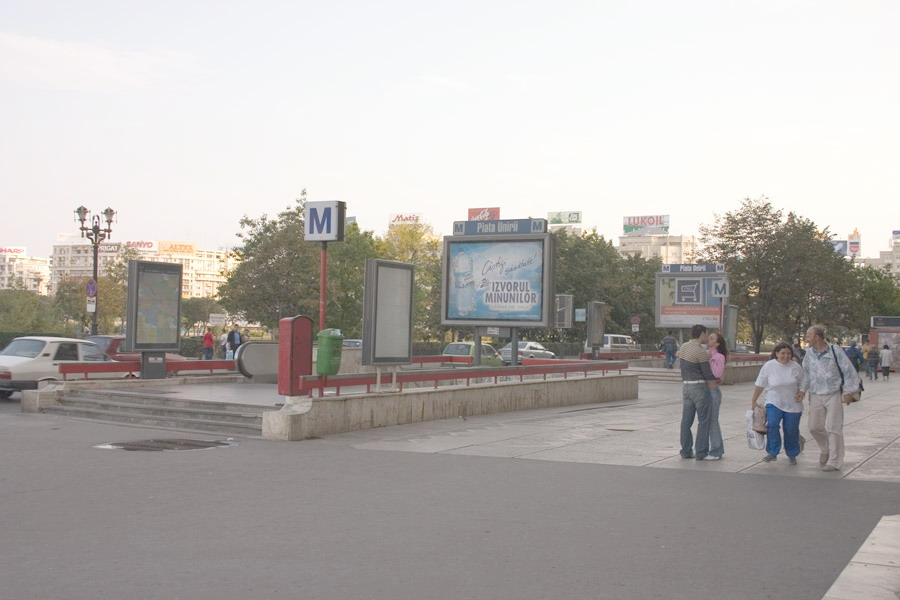
Toegang tot station Piaţa Unirii

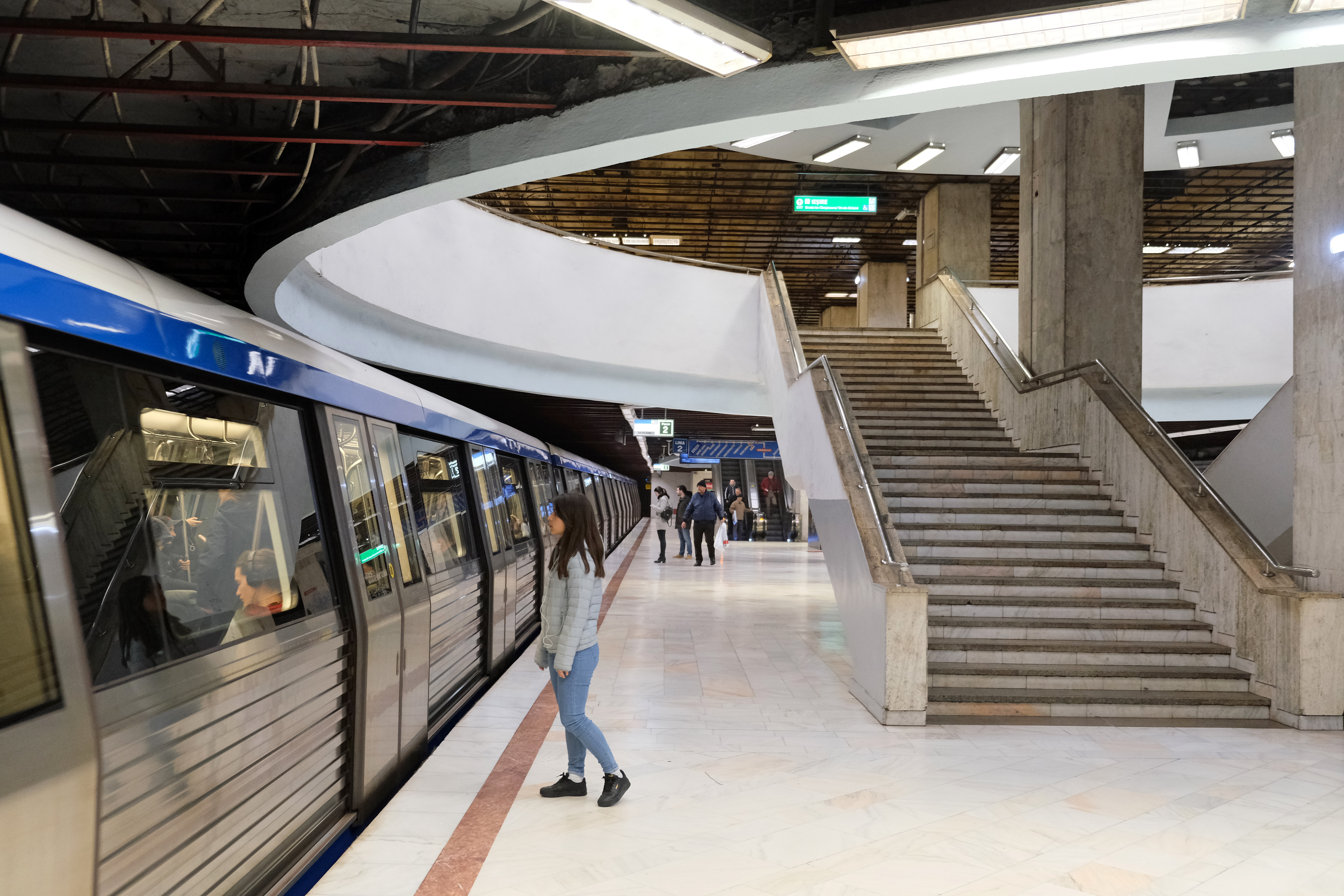
Metrotrein in station Universităţii

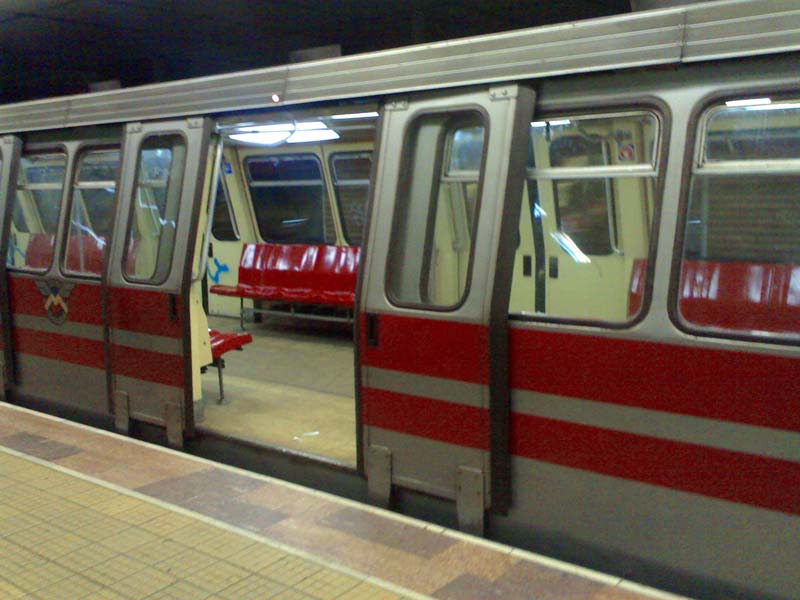
Exterieur van een oud metrorijtuig

De metro van Boekarest (Roemeens: Metroul din București) vormt de ruggengraat van het openbaarvervoernetwerk van de Roemeense hoofdstad Boekarest. Anno 2020 bestaat het metronet uit vijf lijnen met een totale lengte van 77 km. Er zijn 63 stations, die gemiddeld 1500 meter van elkaar liggen.

## Geschiedenis
Al in 1908 ontstonden de eerste plannen een metronet in Boekarest aan te leggen, maar zowel technisch als economisch bleek het project toen niet haalbaar. Na de Tweede Wereldoorlog werden opnieuw serieuze plannen gemaakt. Hulp van de Sovjet-Unie werd in 1952 afgewezen omdat de Roemenen het project zelf naar eigen inzichten wilden uitvoeren. Hierdoor verschilt de metro van Boekarest in veel opzichten van de metronetwerken in andere steden in het voormalige Oostblok, zoals Praag en Boedapest.
In 1974 werd uiteindelijk tot de aanleg besloten en in 1975 begonnen de bouwwerkzaamheden. Oorspronkelijk waren de Roemeense spoorwegen (CFR) verantwoordelijk voor de exploitatie, maar tegenwoordig wordt de dienst door het bedrijf METROREX uitgevoerd.

### Ontwikkeling van het lijnennet
De eerste lijn (M1) van de metro van Boekarest werd geopend in 1979 tussen Timpuri Noi (Nieuwe Tijden) en Semănătoarea, in 1981 werd de oostelijke verbinding naar Republica in gebruik genomen. Twee jaar later, in 1983, kwam ook het westelijke deel naar Industriilor (tegenwoordig onderdeel van metrolijn M3 en als station hernoemd naar Preciziei) gereed. Als deel van een toekomstige ringlijn werd hij verlengd naar Crângași (1984) en uiteindelijk naar Gara de Nord (Noordstation) in 1987. Het tracé tussen Gara de Nord en Dristor, bij opening nog onderdeel van lijn M3, werd in 1989 in gebruik genomen. In 1991 werd station Pantelimon nabij de remise geopend. In november 2008 kwam na veel vertraging een tweede oostelijke tak, van Nicolae Grigorescu naar Linia de Centura (tegenwoordig Anghel Saligny genoemd), in gebruik.
In dezelfde tijd werd ook de tweede lijn M2 (noord-zuidlijn, 19 km) in gebruik genomen. In 1986 het zuidelijk gedeelte tussen Piața Unirii en I.M.G.B., een jaar later het traject tussen Piața Unirii en Pipera.
De derde lijn was oorspronkelijk bedoeld als een ringlijn, maar lijn M1 heeft deze functie overgenomen. Op oude plattegronden staan beide lijnen nog naast elkaar getekend. Van 2004 tot 2009 reed lijn M3 tussen Industriilor en Eroilor. In 2009 werden de trajecten van M1 en M3 hertekend, werd M1 de cirkellijn met noordoostelijke aftakking en werd M3 een oost-west lijn.
Lijn M4 van Gara de Nord via Basarab naar 1 Mai werd in maart 2000 geopend.
Het eerste en meest westelijke deeltraject van lijn M5 van Raul Doamnei / Valea Ialomitei naar Eroilor werd op 15 september 2020 ingehuldigd.  Hierdoor werd de netlengte met 6,9 kilometer uitgebreid, naast niet minder dan 10 nieuwe metrostations.

### Ingevoegde stations
Om de bouwtijd te verkorten werd besloten een aantal stations op een later moment aan het net toe te voegen. Zo opende station Basarab pas in 1990, drie jaar na de ingebruikname van het deel van M1 waaraan het gelegen is; Gorjului (M3) werd in 1991 toegevoegd aan het in 1983 geopende traject Eroilor - Industriilor.
Station Piața Romană opende weliswaar gelijk met de indienstname van het noordelijke deel van M2 (1987), maar de bouw van het station begon pas nadat de tunnel al gereed was. Hierdoor ontstond een moeilijk oplosbare situatie. In de tunnel was slechts ruimte voor een zeer smal perron, waardoor achter de tunnelwand een hal aangelegd moest worden die op enkele plaatsen door gangen met het perron verbonden werd. Omdat het aantal verbindingen tussen hal en perron beperkt is, kan slechts bij een aantal deuren uitgestapt worden. Op het perron zijn hekken geplaatst om uitstap bij andere deuren tegen te houden. Deze hekken zijn weer weggehaald, men kan bij elke deur uitstappen, echter het is bijzonder lastig om elkaar op het smalle perron te passeren. Passagiers die de metro in willen, blijven dan ook in de verbindingen tussen hal en perron staan in plaats van op het perron.

## Lijnenloop
| Lijn | Traject                                  | Geopend | Lengte   | Stations |
| ---- | ---------------------------------------- | ------- | -------- | -------- |
| M1   | Dristor 2 ↔ Pantelimon                   | 1979    | 36,5 km  | 25       |
| M2   | Pipera ↔ Tudor Arghezi                   | 1986    | 20,28 km | 15       |
| M3   | Preciziei ↔ Anghel Saligny               | 1983    | 22,2 km  | 15       |
| M4   | Gara de Nord ↔ Straulești                | 2000    | 8,3 km   | 8        |
| M5   | Raul Doamnei / Valea Ialomitei ↔ Eroilor | 2020    | 6,9 km   | 10       |

De som van de lengtes van de metrolijnen en het aantal stations is hoger dan het totaal metrospoorwegnet en aantal metrostations omwille van bepaalde gemeenschappelijke tracés en gedeelde en overstapstations tussen de verschillende lijnen.

## Dienstuitvoering
De metro in Boekarest is open van 5.30 uur tot 23.30 uur. In de spits rijdt er elke 2 tot 3 minuten een trein, buiten de spits elke 6 tot 10 minuten, afhankelijk van de lijn. Deze tijden kunnen met een soort stopwatches aan het eind van het perron bijgehouden worden. Ze springen op 0.00 als een trein wegrijdt.
De stations zijn zeer slecht aangegeven. Goed tellen dus, want in de rijtuigen hangen wel routekaartjes. De naam van het volgende station wordt omgeroepen bij het sluiten van de deuren. Ook wordt er omgeroepen aan welke kant er uitgestapt moet worden: stânga (links) of dreaptă (rechts). De nieuwere rijtuigen beschikken binnen over een lichtkrant in elke doorgang naar het volgende compartiment, waarop het volgende station, de overstapmogelijkheden (op bus, tram of een andere metrolijn) en de eindbestemming worden aangegeven.

## Treinen
Bij de opening van het net werden de lijnen geëxploiteerd met treinstellen die bestaan uit twee permanent gekoppelde rijtuigen, zonder overgangsmogelijkheid tussen beide. Deze treinstellen haalden een maximumsnelheid van 80 km/u en waren 38 meter lang, waardoor maximaal drie stellen gekoppeld kunnen rijden. Op lijn M4 werden maximaal 2 gekoppelde treinstellen ingezet. De treinen werden gebouwd vanaf 1978 in de Roemeense fabriek Astra Vagoane in Arad. Een deel van het oorspronkelijke materieel had door het intensieve gebruik inmiddels zijn tijd gehad. 
In 2002 werden de eerste 18 nieuwe treinstellen van het type Movia geleverd, gebouwd door Bombardier Transportation. Deze treinen bestaan uit 6 gekoppelde rijtuigen, die volledig doorlopen kunnen worden. De bestelling werd uitgebreid tot in totaal 44 treinen en geleverd tussen 2002 en 2008 Een deel van het oude wagenpark werd in die periode ook nog gereviseerd om nog een aantal jaren mee te kunnen. In 2011 werd terug een bestelling geplaatst voor 16 nieuwe treinstellen en was het het Spaanse Construcciones y Auxiliar de Ferrocarriles (CAF) die de winnende offerte kon indienen. Deze bestelling werd in 2014 nog aangevuld met 8 extra treinen. Hiermee heeft Metrorex 498 nieuwe rijtuigen waarmee treinstellen van zes rijtuigen gevormd worden.  In 2020 rijden de oude Astra IVA treinen enkel nog op de nieuwste maar kortste lijn M4, en wordt de dienst op de lijnen M1, M2 en M3 verzorgd met Bombardier en CAF treinstellen.
Voor lijn 5 werd in 2014 een aanbesteding uitgeschreven voor 51 treinstellen. Deze werd initieel ook gegund aan CAF, maar werd nadien opgeschort wegens procedurefouten.  CAF zou interne geheime informatie van Metrorex verkregen hebben.

## Uitbreidingsplannen
Er wordt gewerkt aan de verdere afwerking van een vijfde metrolijn in oostelijke richting door het stadscentrum. Deze lijn is sinds 2008 in aanleg. Deze lijn zal van het zuidwesten (Drumul Taberei) naar het oosten (Pantelimon) lopen via Eroilor, Universității en Iancului. Deze lijn zal het verkeer op de andere metrolijnen sterk verminderen. De ingebruikname van het meest westelijke deeltraject vond plaats op 15 september 2020.
Ook zijn er plannen om met een zesde metrolijn het ten noorden van de stad gelegen vliegveld Henri Coandă met Boekarest te verbinden. Deze lijn moet bij station 1 Mai aansluiten op de M4. De aanleg is eerder voorzien in de tweede helft van de jaren twintig.

## Tarieven
Het openbaar vervoer in Boekarest wordt zwaar gesubsidieerd. In de komende jaren zullen de subsidies waarschijnlijk toenemen om het gebruik van het openbaar vervoer verder te bevorderen, als wapen in de strijd tegen verkeersopstoppingen, vervuiling en parkeerproblemen in de stad.
Metroritten worden betaald met een speciale kaart die voorzien is van een magneetstrip. Gewone metrokaarten kunnen niet gebruikt worden in stadsbussen, trolleybussen en trams. Sinds 2007 bestaat er ook een kaart die de metro en het bovengrondse vervoer integreert. Deze kaart werkt met een RFID-kaart, een contactloze chipkaart, waarop een krediet opgeslagen kan worden, vergelijkbaar met de Nederlandse OV-chipkaart.
Tarieven(niveau 2017):
- 2-rittenkaart - RON 5 (€ 1,05)
- 10-rittenkaart - RON 20 (€ 4,20)
- dagkaart - RON 8 (€ 1,68)
- maandabonnement (onbeperkt aantal reizen per periode van 30 dagen) - RON 70 (€ 14,70); 50% korting voor scholieren/studenten (€ 7,35)

De 10-rittenkaart en maandabonnement zijn geldig gedurende 30 dagen na 1e validatie.
Personen boven de 70 jaar reizen gratis.